# Coryanthes leucocorys
Coryanthes leucocorys är en orkidéart som beskrevs av Robert Allen Rolfe. Coryanthes leucocorys ingår i släktet Coryanthes, och familjen orkidéer. Inga underarter finns listade i Catalogue of Life.

## Bildgalleri

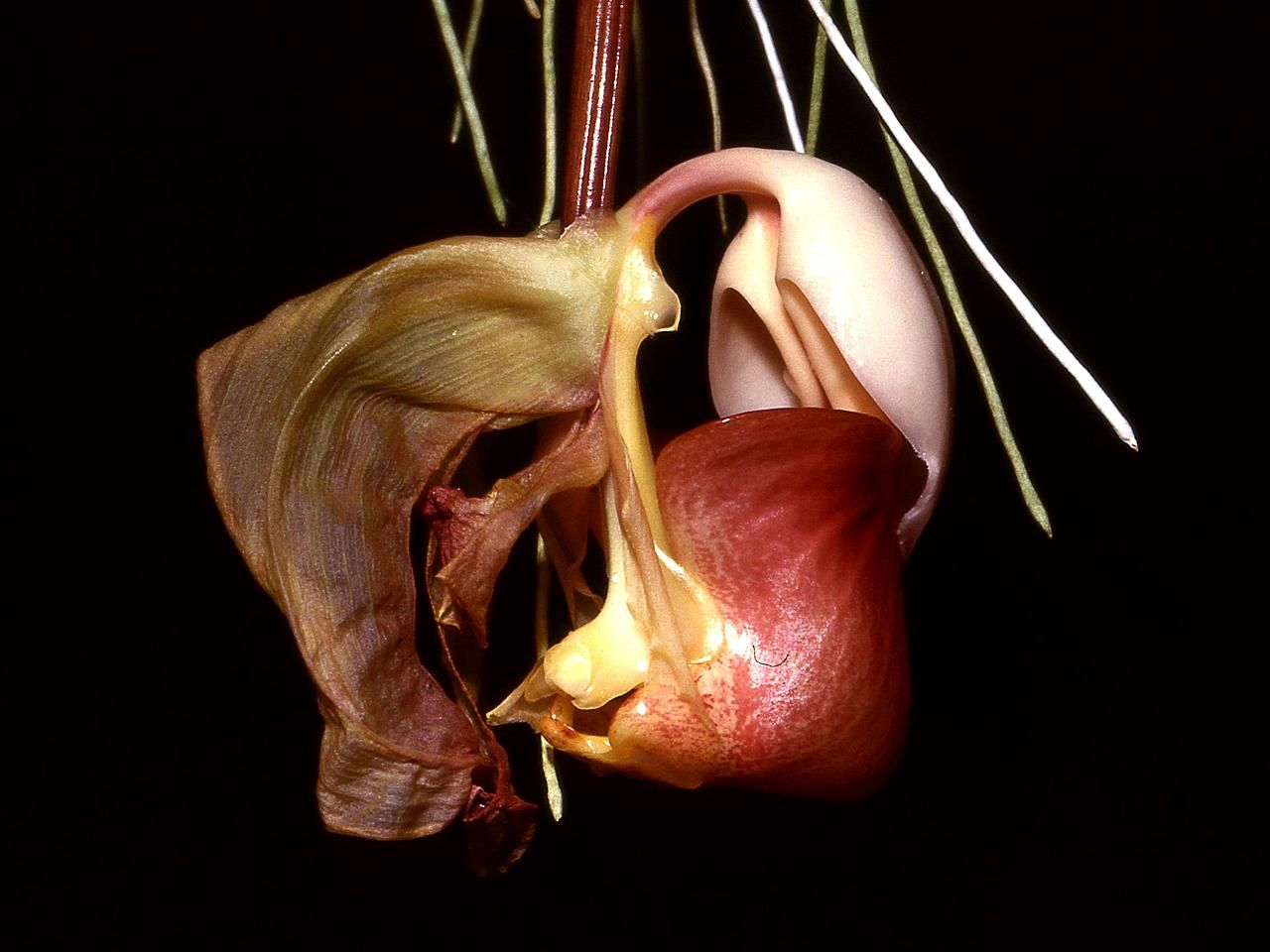